# Брио
Брио (фр. Briot) насеље је и општина у североисточној Француској у региону Пикардија, у департману Оаза која припада префектури Бове.
По подацима из 2011. године у општини је живело 300 становника, а густина насељености је износила 46,22 становника/km². Општина се простире на површини од 6,49 km². Налази се на средњој надморској висини од 190 метара (максималној 204 m, а минималној 158 m).

## Демографија
| 1962. | 1968. | 1975. | 1982. | 1990. | 1999. | 2011. |
| ----- | ----- | ----- | ----- | ----- | ----- | ----- |
| 285   | 288   | 269   | 258   | 265   | 262   | 300   |

График промене броја становника у току последњих година